# Pandharpur
Pandharpur là một thị trấn thống kê (census town) của quận Aurangabad thuộc bang Maharashtra, Ấn Độ.

## Địa lý
Pandharpur có vị trí 17°40′B 75°20′Đ / 17,67°B 75,33°Đ Nó có độ cao trung bình là 458 mét (1502 feet).

## Nhân khẩu
Theo điều tra dân số năm 2001 của Ấn Độ, Pandharpur có dân số 9701 người. Phái nam chiếm 56% tổng số dân và phái nữ chiếm 44%. Pandharpur có tỷ lệ 62% biết đọc biết viết, cao hơn tỷ lệ trung bình toàn quốc là 59,5%: tỷ lệ cho phái nam là 72%, và tỷ lệ cho phái nữ là 50%. Tại Pandharpur, 18% dân số nhỏ hơn 6 tuổi.